# ثینو
ثینو (انگلیسی: Theano) یک کتابخانه محاسبات عددی برای پایتون است. در این کتابخانه، محاسبات با بیانی شبیه به نام‌پای بیان می‌شوند و برای اجرای بهینه چه در معماری‌های سی‌پی‌یو چه در جی‌پی‌یو کامپایل می‌شوند. ثینو یک پروژهٔ متن‌باز است و به منظور استفاده توسط گروه یادگیری ماشین دانشگاه مونترآل توسعه داده شده است.